# George Plafker
George Plafker, né le 29 mars 1929 est un géologue et sismologue américain qui apporte d'importantes contributions aux deux domaines, avec des recherches axées sur la subduction, le tsunami et la géologie de l'Alaska. 

## Travaux
A la suite d'une étude prolongée de la région du tremblement de terre de 1964 en Alaska, Plafker conclut correctement que les plus grands tremblements de terre sont le résultat d'un glissement de faille aux frontières convergentes. C'est à une époque où la théorie de la tectonique des plaques n'est pas encore complètement acceptée par la communauté scientifique. Des études supplémentaires sont menées au Chili à la fin des années 1960 concernant la série de tremblements de terre là-bas.
Pour ses recherches révolutionnaires, Plafker reçoit la médaille Penrose de la Société américaine de géologie et la médaille Harry Fielding Reid de la Seismological Society of America, toutes deux en 2017.